# 劉哈剌八都魯
刘哈剌八都鲁（？—1295年），又名哈剌斡脱赤、察罕斡脱赤，元朝河东（今山西永济西）人。
刘哈剌八都鲁家中世代行医，他本人又善骑射。至元八年（1271年），以推荐被元世祖忽必烈召见，留侍皇帝左右，赐名哈剌斡脱赤。至元十七年（1280年）擢升为太医院管勾。跟随宗王别里铁穆北征讨伐昔里吉，有功，擢授为和林等处宣慰副使。后升为同知宣慰司事，至元二十四年（1287年）升为和林等处宣慰使。至元二十五年（1288年），奉命与尚书省官怯伯一起掌管和林军粮出纳。至元二十六年（1289年），海都军东犯，元军战败，刘哈剌八都鲁与怯伯奉命南撤。怯伯投降，他潜行逃还。忽必烈再赐名察罕斡脱赤。历任河东山西道宣慰使、肇州宣慰使、咸平宣慰使。元成宗元贞元年（1295年）召为御史中丞，途中走到懿州，病故。